# Goa trance
Goa trance (o semplicemente goa o con il numero 604) è un genere di musica elettronica che si sviluppò nello stesso periodo in cui i generi Trance e techno divennero popolari in Europa e con essi cominciarono a nascere i primi rave. Questo specifico genere iniziò tra la fine degli anni ottanta e l'inizio degli anni novanta nello stato indiano di Goa, trovando l'apice del successo nel periodo che va dal 1994 al 1998, e da allora ha diminuito sia nella produzione che nel consumo, essendo rimpiazzata dai successori, psy-trance (o psychedelic trance). Molti degli artisti goa trance degli inizi stanno ancora facendo musica, ma riferiscono il proprio stile di musica semplicemente come "psychedelic electronica".
La goa trance è strettamente correlata all'emersione della psytrance durante la fine degli anni novanta e gli inizi del 2000, periodo in cui i due generi si mescolarono assieme. Nella cultura popolare, la distinzione tra i due generi spesso rimane largamente una questione di opinione (essi sono considerati da alcuni come sinonimi; altri dicono che la psytrance è più "cibernetica" e che la goa trance è più "organica", e ancora altri mantengono l'opinione che ci sia una chiara differenza tra le due). Gli stili sono semplici da differenziare nell'Europa Centrale e dell'Est (Germania, Svizzera, Austria, Ungheria, Romania) dove i goa trance parties sono molto più popolari degli Psy-Trance parties - avviene l'esatto opposto in Gran Bretagna e in Olanda. Psy-trance ha una nota più aggressiva nel bassline mentre il goa tende ad evitare il triplet-style nelle bass lines. Tra di esse tuttavia, sia la psy-trance che la goa trance sono sonicamente distinte da altre forme di trance sia nella qualità del tono, che nella struttura. In molti paesi esse sono generalmente più underground e meno commerciali che altre forme di musica trance.
Tra le prime compilazioni o album nei quali si sente la goa trance, opposta alla musica trance "normale", vi sono i progetti della Dragonfly Records Project II Trance ed i suoi successori Order Odonata. Molti di questi artisti stanno ancora producendo musica psichedelica elettronica, che viene spesso chiamata classic psy all'interno della scena.

## Storia
La musica ha le proprie radici, nella popolarità dello Stato di Goa acquisita tra la fine degli anni sessanta e gli inizi degli anni settanta, che la definirono come la mecca degli hippie, e sebbene gli sviluppi musicali furono incorporati elementi di musica elettronica, industrial music ed EBM con la cultura spirituale in India attraverso gli anni ottanta, l'attuale stile goa trance style non apparì fino ai primi anni novanta. Mentre l'influsso turistico dato dagli hippie si limitò a caratterizzare gli anni settanta e ottanta, un gruppo di musicisti rimase a Goa, concentrandosi sullo sviluppo della musica assieme ad altri elementi come lo yoga e l'uso di droghe psichedeliche. La musica che sarebbe poi stata conosciuta come goa trance non si evolse da un singolo genere, ma fu ispirata principalmente dalla musica Industrial/EBM dei Front Line Assembly e A Split-Second, acid house (The KLF's "What time is love?" in particolare), new beat (Bazz "The Drop Deal", IN-D "Beat In-D Dream") e psychedelic rock come Ozric Tentacles, Steve Hillage e Ash Ra Tempel. In aggiunta a queste, la musica folk orientale divenne anche fonte di ispirazione, poiché appunto era da una località orientale che aveva origine la goa trance. Un primo esempio (1974) della relazione tra psy-rock e la musica che sarà poi conosciuta come s goa trance è The Cosmic Jokers (una collaborazione tra Ash Ra Tempel e Klaus Schulze) altamente sperimentale e psichedelica nell'album "Galactic Supermarket", che consiste in occasionali ritmi 4/4 correlati con elementi di psy-rock, i primi analogue synth e percussioni tribali.
L'introduzione della techno e delle sue tecniche a Goa portò a quella che poi divenne lo stile goa trance; primi pionieri del genere sono DJs Fred Disko, Laurent, Goa Gil, e Amsterdam Joey. Molti "parties" (generalmente simili ai rave ma con uno spirito più mistico, all'inizio degli anni novanta) a Goa furono caratterizzati esclusivamente da questo nuovo genere di musica. In altri Paesi, Goa è spesso suonato ai raves, festivals e parties assieme ad altri stili trance e techno.
Oggi la goa trance ha un seguito significante in Israele, portata in quel paese dai soldati che tornavano dai party post-army tenuti a Goa nei primi anni novanta. Un grosso ramo di goa trance (o ora, più accuratamente, psy-trance) è prodotto in Israele, ma la produzione ed il consumo sono un fenomeno mondiale. I nuovi luoghi clou di oggi "hot-spots" includono il Brasile, il Giappone ed il Sudafrica.
Il sound goa trance originale ha fatto nascere un gran numero di sottogeneri che evolsero da esso fin dal 1997. Dal 1997 fino al 2000 la scena goa trance non aveva un fine particolare. Gli artisti sperimentavano in molti modi tra cui il combinare la goa trance con breakbeats per creare un genere di goa trance e minimal techno (che più tardi fu denominata progressive/minimal psy-trance). Il compito principale durante questo periodo era di sperimentare in nuovi modi e creare qualcosa di differente al sound goa trance che era così popolare e si era espanso in tutto il mondo durante la metà degli anni novanta. Come risultato, ad un party Goa si poteva ascoltare di tutto. Dopo il 2000, nuovi stili erano nati, furono fissati e sopravvivono ancora adesso, con alcuni di essi divenuti commerciali e che hanno acquisito molto successo nei club, per esempio la "full-on" psy-trance. Oggi un sacco di musica che è etichettata "Goa Trance" ha davvero poco a che fare con il sound originale della goa trance, tuttavia, acquisite un sound psichedelico (sia questo organico o cibernetico) è detto rimanere l'obiettivo che i produttori di questa musica hanno in mente di portare a compimento.
Un particolare genere underground che scaturì dal goa trance è chiamato suomisaundi (Sound Finlandese), che originò appunto in Finlandia. Una delle proprie composizioni originali è il riferimento alla musica goa trance classica di inizio/metà anni novanta, e questo genere viene spesso suonato durante parties che si svolgono nella scena della foresta finlandese. A questi party, si può sentire per lo più goa trance e Suomi-style psy-trance.
Oggi, rimangono molto pochi artisti ed etichette discografiche che ancora producono goa trance. Quelli meglio conosciuti sono: Suntrip Records, Tranceform Records. Artisti come s Afgin, Artha, Astrancer, Diaks, Ethereal, Filteria, Goasia, Ka-Sol, Khetzal, Merr0w, Mindsphere, RA ed Ypsilon 5, sono tra quelli che hanno portato questo sound nel XXI secolo.

## Il sound goa trance
Goa trance è essenzialmente "dance-trance" music (fu riferito alla "Trance Dance" nei suoi anni di formazione), il compito originale era quello di assistere i danzatori nello sperimentare uno stato collettivo di trascendenza corporale, simile a quello dei rituali di danza degli antichi sciamani, attraverso l'uso di melodie e ritmi ipnotici e pulsanti. Come tale essa ha un energico beat, quasi sempre in 4/4 time e principalmente consistente della 16ª o 32^ nota suonate sia con il synth e parti di percussione. Un brano tipico porterà generalmente ad un movimento più energetico nella seconda metà che diminuisce piuttosto velocemente verso la fine. I battiti al minuto sono nel rango di 130 - 150, sebbene alcuni pezzi possono avere BPM minori di 110 o fino a 160. Generalmente la lunghezza è di 8-12 minuti, i pezzi goa trance tendono a focalizzare nel costruire stabilmente un'energia attraverso l'uso del suono, usando cambiamenti nelle percussioni e synth più intricati e stratificati man mano che la musica progredisce per costruire una sensazione intensa ipnotica.
Il tamburo è spesso un lento, cadenzato suono con una grossa quantità di frequenze sub-bass, e si pensa che questa sia l'origine del termine doof, un'etichetta di musica dance e goa trance in particolare. La musica molto spesso incorpora un gran numero di effetti, molto più che altre forme di dance music, e questi effetti sono spesso creati attraverso la sperimentazione con i sintetizzatori. Un sound ben conosciuto che originò dalla goa trance e divenne molto prevalente attraverso i propri successori, la psy-trance, è il suono organico "squelchy" (di solito l'onda di una sega che è fatta correre attraverso un filtro high-pass resonance), conosciuto come sound particolarmente buono da sentire sotto l'influsso di droghe psichedeliche.
Altri importanti pezzi di equipaggiamento usati nella goa trance includono analogue synthesizers popolari come il Roland TB-303, Roland Juno-60/106, Novation Bass Station, Korg MS-10, e notoriamente il Roland SH-101. Hardware samplers fabbricati da Akai, Yamaha ed Ensoniq furono anche popolari per il campionamento e l'immagazzinamento degli effetti per la loro manipolazione.
Un elemento popolare di goa trance è l'uso di strani samples, presi spesso da film di fantascienza. Questi samples principalmente contengono riferimenti all'uso di droghe leggere e pesanti, alla parapsicologia, agli extraterrestri, all'esistenzialismo, esperienze extra sensoriali, sogni, scienza, spiritualità e altre cose che possono essere qualificate come "misteriose" e "non convenzionali".

## Goa Trance party
Goa trance party iniziarono alla fine degli anni ottanta nello stato di Goa, India ed avevano luogo in posti inusuali come per esempio spiagge, o nel mezzo di una foresta sebbene non fosse raro che fossero tenuti anche nei luoghi convenzionale come i club. Ci sono stati dei tentativi di formalizzare i party, come quelli tenuti alla Bamboo Forest, in eventi commerciali, questo incontrò resistenze. Il bisogno di pagare la polizia locale baksheesh significa che questi si tenevano generalmente nei pressi di un bar, sebbene questo fosse solo un luogo temporaneo in attesa di spostarsi in una foresta o in una spiaggia.
I party che si tenevano il giorno del Nuovo Anno tendono ad essere i più caotici con autobus carichi di persone che venivano da ogni luogo per parteciparvi Mumbai, Delhi, Bangalore e dal mondo intero. Viaggiatori, mendicanti e sadhu da tutta l'India passavano per raggiungerlo.
Tuttavia con la proliferazione della goa trance attraverso il globo, i party ora si tengono in vari luoghi in tutto il mondo. Tra i più noti vi sono il Full Moon Party che si tiene mensilmente a Ko Pha Ngan, Thailandia e alcuni altri eventi a Byron Bay, Australia così come in Israele, Giappone, Sudafrica e Scandinavia.
Goa parties hanno anche un aspetto visuale particolare - l'uso del "fluoro" (fluorescente nei dipinti) è comune nei vestiti e nelle decorazioni così come nella tappezzeria. La grafica di queste decorazioni è di solito legata ad argomenti come la vita extraterrestre, l'induismo, altre religioni orientali immagini, funghi (e altra arte psichedelica), Sciamanesimo e tecnologia.

## Goa trance nella cultura di massa
Per un breve periodo nella metà degli anni novanta la goa trance acquisì un notevole successo commerciale grazie al supporto di DJs come Paul Oakenfold, che più tardi iniziò ad assistere nello sviluppo di uno stile più specifico. Solo alcuni artisti riuscirono a divenire delle goa trance "stars", guadagnando fama a livello internazionale. Tra i più noti ci sono gli Infected Mushroom, Eat Static, Astral Projection, Man With No Name, Hallucinogen, Cosmosis e Doof. Il duo goa trance Juno Reactor ebbe la propria musica rappresentata in molti film Hollywood come Mortal Kombat, The Matrix, e Once Upon a Time in Mexico; tuttavia che questi appartengano alla goa trance è occasione di dibattito, ma essi ricadono nella supercategoria di Psy che comprende diversi sottogeneri. Kox Box dalla Danimarca hanno pezzi goa trance nella colonna sonora del film Pusher si sa che il pezzo: Fuel On, che fu anche messo nella compilation: Distance To Goa 4. Più di recente il Gran Tourismo 4: Kicks Soundtrack fu fatto per intero da artisti Goa/Psychedelic trance artists, e la ESPN ha messo una clip di ~30 secondi durante l'intervallo dei tempi tra un game e l'altro.
Goa trance rimane essenzialmente una forma underground di musica e con l'eccezione di artisti molto popolari come Infected Mushroom, Hallucinogen o Juno Reactor, gli album goa trance di solito non sono venduti nei negozi più importanti di dischi e può essere difficile trovarli in vinile nei negozi locali, tuttavia, sono disponibili da alcuni siti online come Psyshop e Saiko Sounds.
Simon Reynolds commenta che "Per tutti i culti mistici dell'Oriente che porta in sé la goa trance è sonoramente più bianca del bianco. Tutta la creatività è al livello top con non molta cura per la sezione ritmica.  La scena goa trance è una sorta di versione cruda della techno". (1999:176) Mentre questo tipo di opinioni non è comune, alcuni veterani della scena Goa vi diranno che la musica è usata per fare da punto di partenza per espandere la coscienza umana, così come viene menzionato nel film Liquid Crystal Vision.